# Marianne Martin
 Marianne Martin, née le 11 janvier 1957 à Fenton aux États-Unis, est une coureuse cycliste américaine des années 1980. 
Elle a notamment gagné le premier Tour de France féminin disputé en 1984 sur 18 étapes. 

## Biographie
Marianne Martin commence sa carrière sportive en pratiquant la course à pied. En raison d'une grave blessure au dos, elle est passée au cyclisme. Elle devient une bonne grimpeuse, ce qu'elle attribue au fait qu'elle a pratiqué le ballet lorsqu'elle était enfant et qu'elle en avait gardé des jambes solides. Au début de l'année 1984, son père, médecin, lui apprend qu'elle souffre d'anémie, qu'elle doit apprendre à gérer.
Lorsqu'elle apprend en 1984 qu'un Tour de France sera organisé pour la première fois pour les femmes, son ambition est d'être sélectionnée à la course. Sans référence, elle obtient la dernière place de l'équipe nationale américaine, après avoir convaincu le sélectionneur Edward Borysewicz. Elle prend la tête de la course lors de la 14e des 18 étapes et remporté cette édition inaugurale du Tour de France féminin. En outre, elle gagne deux étapes. Elle est honorée sur le podium des Champs Élysées à côté de Laurent Fignon. Elle reste la seule Américaine vainqueur de cette course qui a lieu jusqu'en 1989. 
En 1986, elle arrête la compétition pour des raisons de santé. Elle occupe deux emplois pendant deux ans pour rembourser la dette qu'elle a contractée pour courir le Tour de France et les autres courses qu'elle a du financer.
Après sa courte carrière, elle travaille comme photographe.

## Palmarès
- 1984
  - Tour de France féminin :
    - Classement général
    - 12e et 14e étapes